# Disney Twisted-Wonderland: The Animation
Disney Twisted-Wonderland: The Animation (japanska: Dizunî Tsuisuteddo Wandârando Animêshon) är en japansk animerad action- och äventyrsserie som har premiär på strömningstjänsten Disney+ den 29 oktober 2025. Serien är baserad på mangaböckerna Twisted-Wonderland av Yana Toboso.

## Handling
Vilse i ett sagorike börjar Yu på en magisk akademi där spöken vandrar fritt och elever kämpar om överhöghet i en kommande övernaturlig tävling.

## Rollista (i urval)
- Natsuki Hanae - Riddle Rosehearts
- Seiichiro Yamashita - Ace Trappola
- Chiaki Kobayashi - Deuce Spade